# Iodtrichlorid
Iodtrichlorid ist eine ätzende Interhalogenverbindung, die aus Iod und Chlor besteht. Diese wurde zuerst 1814 von Humphry Davy dargestellt.

## Geschichte
Emil von Behring experimentierte mit zahlreichen Chemikalien, um ein Mittel gegen die Diphtherie zu finden. Bei einigen seiner Versuchstiere gelang ihm eine Heilung der Diphtherie mit Iodtrichlorid – wenn auch unter gravierenden Nebenwirkungen. Im Blut dieser geheilten Tiere fand von Behring anschließend das Antitoxin gegen das Diphtherietoxin, mit dem zum ersten Mal eine Behandlung des echten Krupps mit einem akzeptablen Nebenwirkungsspektrum möglich wurde. Er legte hiermit den Grundstein für die passive Immunisierung.

## Gewinnung und Darstellung
Iodtrichlorid entsteht, wenn man Chlor auf Iodchlorid einwirken lässt.
{\displaystyle \mathrm {Cl_{2}\ +\ ICl\ \longrightarrow \ ICl_{3}} }

## Eigenschaften

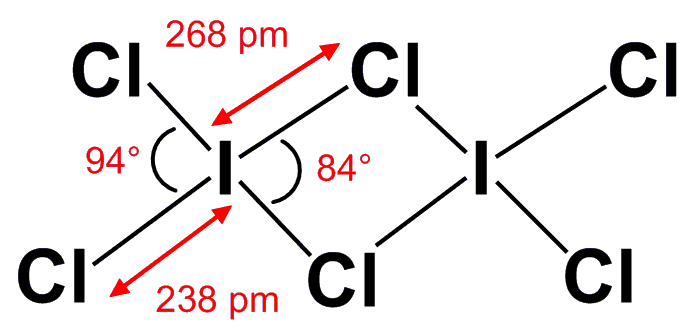
Bindungslängen und -winkel
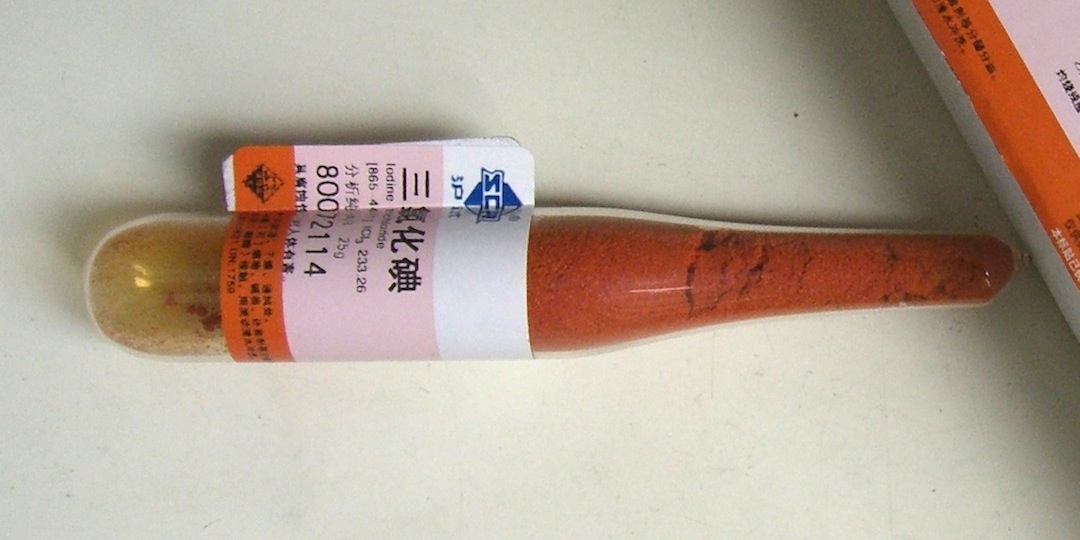
Käufliches ICl3

Iodtrichlorid bildet im Unterschied zu anderen Interhalogenen ein Dimer, (ICl3)2. Dabei sind die Bindungswinkel sowie die Bindungslängen nicht identisch (vgl. obere Abbildung).
Iodtrichlorid riecht stechend und bildet gelbe Nadeln, die an der Luft zerfließen. Es löst sich gut in Alkohol, Ether und Benzol.
Mit Wasser reagiert Iodtrichlorid zu Iodchlorid, Salzsäure und Iodsäure.
{\displaystyle \mathrm {2\ ICl_{3}+3\ H_{2}O\longrightarrow \ 5\ HCl+ICl+HIO_{3}} }

## Verwendung
Iodtrichlorid kann man in der präparativen organischen Chemie sowohl zur Iodierung als auch zur Chlorierung, beispielsweise für Aromaten, einsetzen.